# Вяра Анкова
Вяра Анкова е българска телевизионна журналистка, генерален директор (2010 – 2017 г.) и председател на Управителния съвет на Българската национална телевизия.
От пролетта на 2019 г. е изпълнителен директор на „Нова Броудкастинг Груп“. Тя се присъединява към екипа на медийната компания през 2017 г., заемайки позицията генерален директор „Информация“, като в периода януари - април 2019 г. е прокурист в същата компания.

## Биография
Родена е на 5 февруари 1966 г. Учи в Английската гимназия в София, а след това завършва Софийския университет със специалност „Английска филология“. В БНТ започва работа през 1991 г. в отдел „Обмен за чужбина“, а след това се прехвърля в съботно-неделния блок „Добро утро“ с Александър Авджиев. Тя е сред първите водещи в предаването, като същевременно работи като репортер и редактор.
Продължава образованието си със специализация по журналистика в щата Уисконсин, САЩ, както и специализация в същата област в британската медийна мрежа BBC. Малко след това печели конкурс на CNN за чуждестранни специализанти, който ѝ позволява да работи като кореспондент на BBC, част от програмата „World Report“ (световен доклад). През 1994 г. получава позицията на водещ на централната емисия „По света и у нас“ на БНТ. Утвърждава се като едно от основните и най-познати лица на националната телевизия през 90-те години до напускането ѝ, за да се премести да живее със семейството си в Гърция. Въпреки това не прекратява професионалните си отношения с БНТ, а получава позицията на официален кореспондент в гръцката столица.
От 1 ноември 2004 г. до 1 август 2010 г. е директор на „Новини и актуални предавания“ към дирекция „Информация“.
Вяра Анкова е 21-вият генерален директор на Националната телевизия, наследявайки Уляна Пръмова. В конкурса за поста участват и Радомир Чолаков, Радослав Главчев, Светлана Божилова, Любица Кулезич и Александър Бешков, като последният е отстранен заради доказана принадлежност към бившите структури на Държавна сигурност.
На 25 юли 2013 г., въпреки много съмнения относно незаличено участие във фирма и спорове относно успеха на първия ѝ мандат, е преизбрана за Генерален директор на БНТ.
Омъжена е за бившия футболист и бивш президент на ПФК Левски Томас Лафчис, от когото има три деца – Константин Лафчис, Хелена-Мария Лафчис и Натали Лафчис.